# Trisetum rigidum
Trisetum rigidum är en gräsart som först beskrevs av Friedrich August Marschall von Bieberstein, och fick sitt nu gällande namn av Johann Jakob Roemer och Schult.. Trisetum rigidum ingår i släktet glanshavren, och familjen gräs. Inga underarter finns listade i Catalogue of Life.